# Cosmopterix quadrilineella
Cosmopterix quadrilineella là một loài bướm đêm thuộc họ Cosmopterigidae. Loài này có ở Hoa Kỳ (Texas, Arizona, Arkansas, California).
Cá thể trưởng thành được ghi nhận từ tháng 5 tới tháng 10.